# Sund (naturreservat)
Sunds naturreservat är ett naturreservat som bildades 2001. Det ligger på båda sidorna om Sunds kyrkby i Ydre kommun.
Reservatet är 13,5 hektar stort och utgörs av ekhagar. I reservatet finns i form av stensättningar. I det öppna landskapet har ekarna utvecklat stora kronor. 

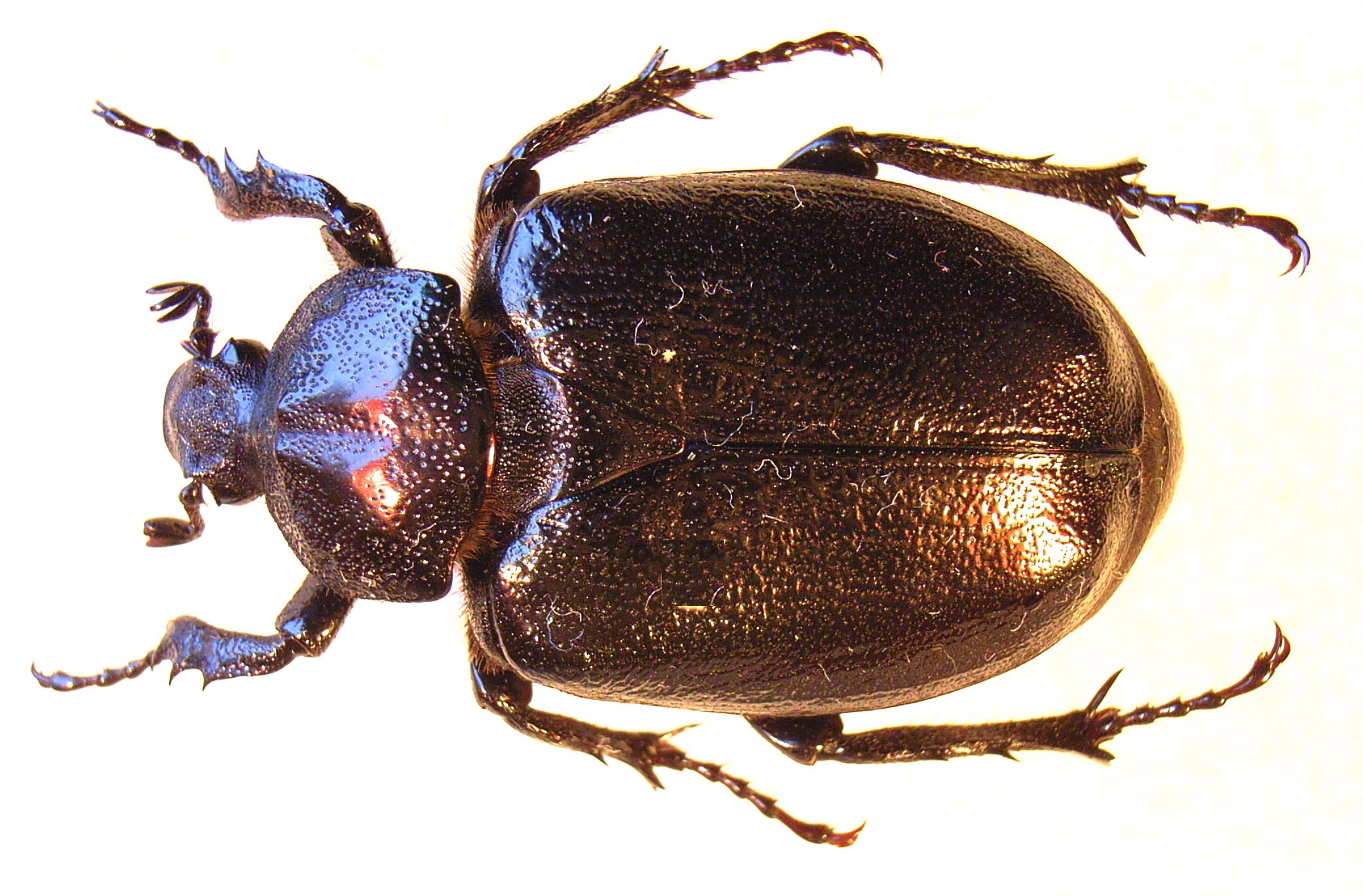
Läderbagge som finns i reservatet.

Här trivs både insekter och flera sällsynta lavar. I de gamla ekarna förekommer den mycket ovanliga läderbaggen, Osmoderma eremita, som är en av Sveriges största skalbaggsarter. Bland övriga insektsarter i reservatet kan nämnas kardinalfärgad rödrock, trägnagare och bålgeting.